# 鎌谷站 (愛知縣)
鎌谷站（日语：／ Kamaya eki */?）是一座位於愛知縣西尾市鎌谷町中屋敷，名古屋鐵道西尾線的車站（廢站）。
此站原本為了在1915年（大正4年）建設矢作古川鐵橋而臨時設立。後來在當地請願下，於1928年（昭和3年）再次開業（請願車站）。可是由於使用人次減少，此站於2006年（平成18年）12月16日再度廢除。

## 歷史
在建設西尾鐵道吉田線西尾至吉良吉田之間之際，由於預計建設橋樑橫跨矢作古川的工程會比較困難。為了運送橋樑建材，因此在一色口站向矢作古川西岸延伸時臨時設置橫須賀口站，該站在橋樑建成後被廢除（隨著舉行笹曾根村社祭典，該處再度臨時設置一座名為花火站的臨時車站，在數日便拆卸）。
後來，當地蓮光寺住持藤濤鷹麿發起車站建設運動，透過公司顧問颯田京平向愛知電氣鐵道（愛電）請求新設車站。但是單單只有鎌谷村落是較難吸引乘客使用，因此還尋求鵜池、十郎島和天竹村落的協助，並且向愛電表示該處有貨運的需要（運送幼苗等）。經過數次談判後，在1928年（昭和3年）3月，愛電承諾建設車站，但是建設資金、土木工程和站前道路的工程都是由當地村落承擔。在當地與周邊村落的支持下，半年後完成鐵路電氣化和改軌距等工程，車站終於啟用。另外，當初車站名稱計劃與臨時車站時代一樣，都是名為橫須賀口站，但是在當地的希望下改為鎌谷站。

### 年表
- 1915年（大正4年）
  - 3月14日：為了建設跨越矢作古川的橋樑，鐵路線延伸至此站附近，並暫時開設車站橫須賀口站。
  - 8月5日：橋樑落成，鐵路線延伸至（舊）吉良吉田。橫須賀口站廢除。
  - 10月14日：為了翌日舉行的笹曾根村社祭典，於橫須賀口站遺址附近臨時開設花火站[4][5]。
  - 10月17日：花火站被廢除[5]。
- 1926年（大正15年）12月1日：西尾鐵道合併至愛知電氣鐵道（日语：愛知電気鉄道）。
- 1928年（昭和3年）
  - 3月5日：愛知電氣鐵道批准建設新站，並就開業日期和當地建設擔當與當地進行協商[2]。
  - 10月1日：愛知電氣鐵道鎌谷站啟用[3]。
- 1935年（昭和10年）8月1日：愛知電氣鐵道與名岐鐵道合併為名古屋鐵道。
- 1944年（昭和19年）：車站暫停營業。
- 1952年（昭和27年）10月1日：車站重開，重開時為無人車站[6]。
- 2006年（平成18年）12月16日：車站被廢除[3][7]。

## 車站構造
此站是地面車站，設有1面1線的單式月台。此站未有引入車站集中管理系統，為一座無人車站。此站沒有站舍，月台直接連接車站出入口。由於西尾線西尾站以南和蒲郡線之間（西尾至蒲郡）的列車都是一人控制（通稱：西蒲OneMan），因此月台設有售票機。

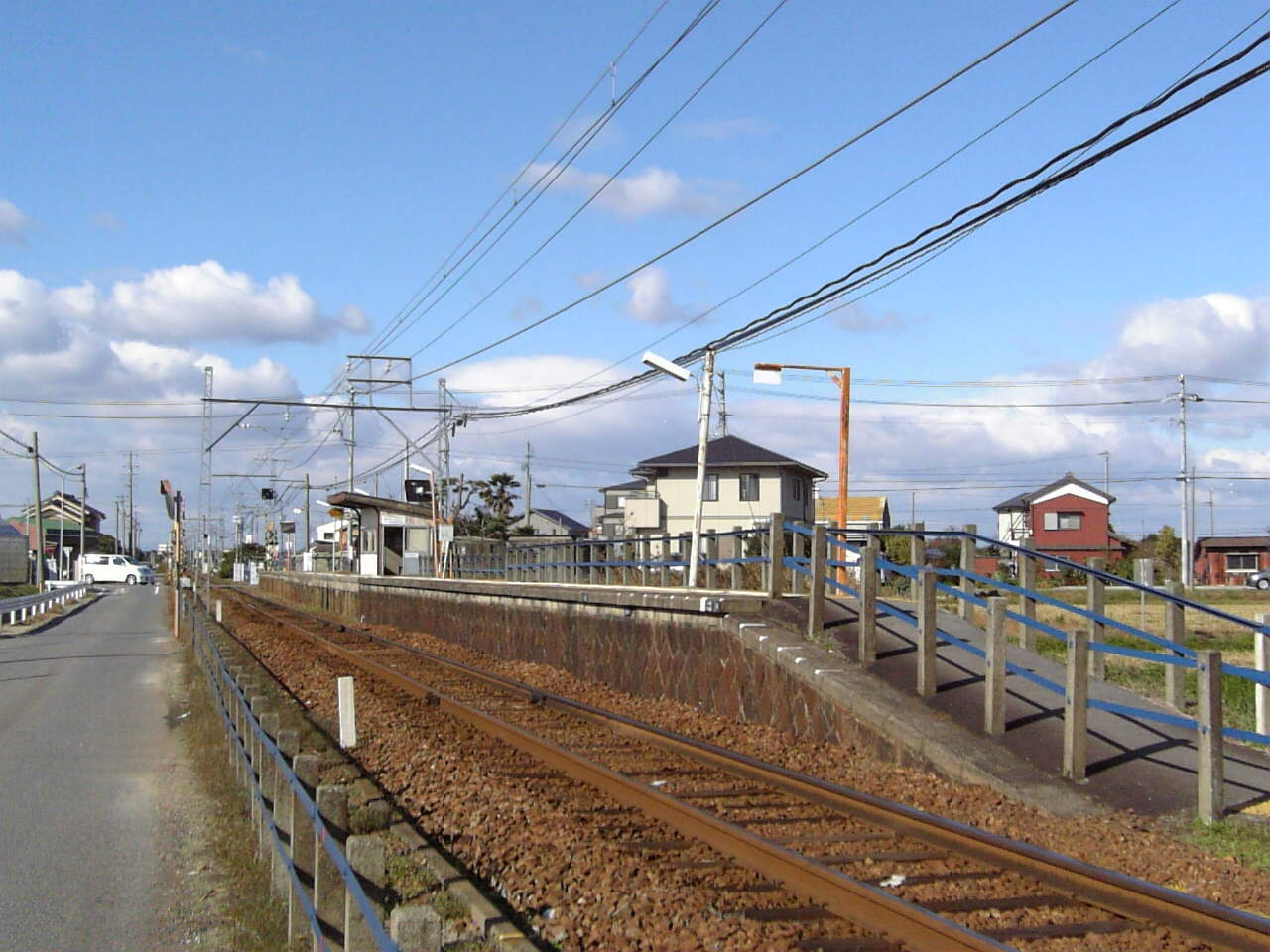
車站全景
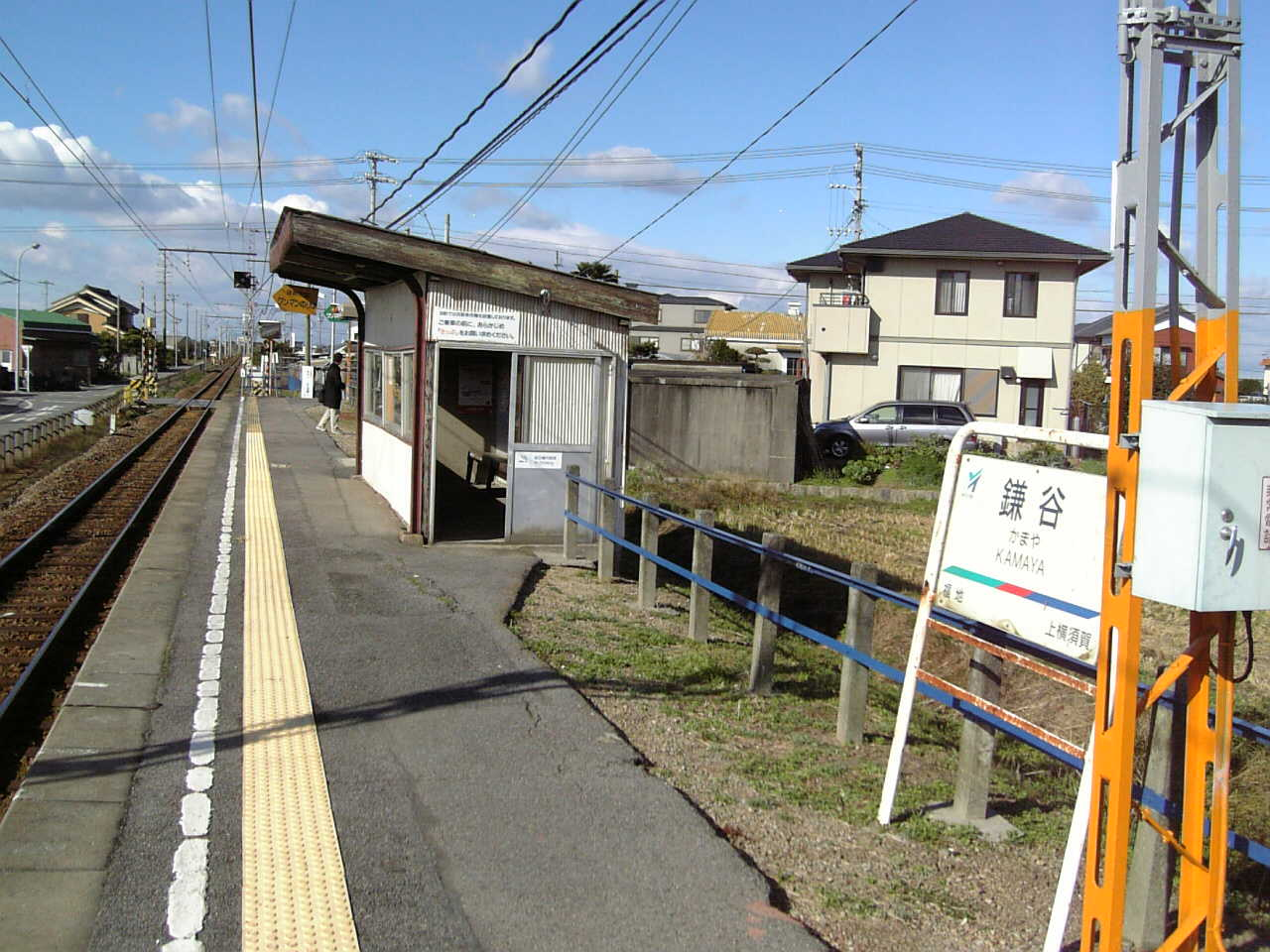
站牌和候車室
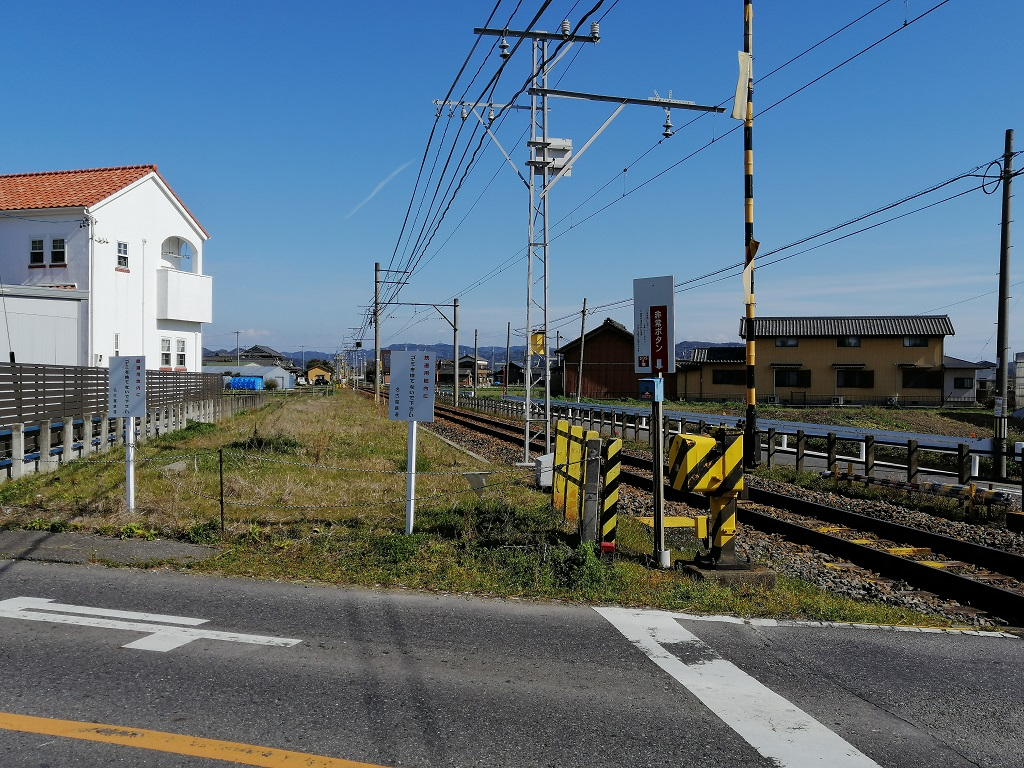
鎌谷站遺址

### 配線圖
| ← 西尾方向      | 鎌谷站 站內配線略圖 | → 吉良吉田 蒲郡方向 |
| 图例 参考文献： |                     |                     |

## 使用狀況
- 在中提及在1992年度，當時1日平均上下車人次為275人，為除岐阜市內線均一車費區間內各站（岐阜市內線、田神線、美濃町線徹明町站至琴塚站之間）外名鐵所有車站（342站）中排名第304，西尾線、蒲郡線（24站）排名第23[9]。
- 在由西尾市總務委員會提交，針對車站廢除計劃文件中提及在平成16年度的上下車人次為1日平均175人。西尾市在2006年4月24日自行進行調査，1日的上下車人次為162人。在整日停靠的列車共有71班，當時31班沒有人上下車。
- 在《愛知縣統計年鑑》中，2005年度1日平均乘車人次為97人[10]。以下為2006年度前，1日平均乘車人次列表。

| 年度   | 1日平均 乘車人次 |
| ------ | ---------------- |
| 2001年 | 93               |
| 2002年 | 89               |
| 2003年 | 84               |
| 2004年 | 86               |
| 2005年 | 97               |
| 2006年 | 98               |

## 車站周邊
- 天竹神社（日语：天竹神社）
- 蓮光寺
- 矢作古川（日语：矢作古川）

## 相鄰車站
名古屋鐵道
■ 西尾線
■特急、□快速急行、■急行
通過
■普通
福地－鎌谷－上橫須賀

## 注腳